# Benedetta Cappa
Benedetta Cappa (14 de agosto de 1897 - 15 de mayo de 1977) fue una artista futurista italiana de la que han hecho exposiciones retrospectivas en el Centro de Arte Walker y el Museo Solomon R. Guggenheim. Su obra se encuadra dentro de la segunda fase del futurismo italiano.

## Biografía
Benedetta nació en Roma, la segunda de cinco hijos. Su madre, Amalia Cappa, era numeróloga y creía en las propiedades de las letras del alfabeto. Le dio a sus cuatro hijos nombres que comenzaban con la letra A y a su única hija, Benedetta, un nombre que comienza con B. Su madre era una mujer culta de religión protestante. El padre de Cappa, Innocenzo Cappa, fue funcionario del Ministerio de Ferrocarriles y más tarde oficial del ejército italiano. Murió después de regresar de la Primera Guerra Mundial, un evento trágico que la impactó tan profundamente que describió su estado emocional y psicológico como un “núcleo roto”. Sus hermanos Alberto y Arturo, historiador y periodista, también tenían vínculos con el ejército y la política italiana, lo que puso a la familia en estrecho contacto con el Partido Socialista y, finalmente, con muchos pensadores futuristas.
Los Cappa eran una familia de clase media. Benedetta Cappa tuvo acceso a una educación que le permitió nutrir su fuerte vocación por la pintura y la literatura. De niña, Cappa escribía poesía y recibía lecciones de pintura y piano. Asistió a la escuela secundaria Vittoria Columna en Roma y se graduó en 1914. Durante la Primera Guerra Mundial, trabajó en un programa extraescolar para niños desfavorecidos. Su interés por la ciencia de la educación la llevó a explorar la pedagogía de María Montessori, cuyas ideas y conceptos tratan el aprendizaje como una experiencia principalmente sensorial. El interés de Cappa por la exploración táctil continuó y luego se reconfiguraría en su versión de la ideología futurista. Recibió el título en educación primaria de la "Universita degli Studi di Roma" en 1917.
Alrededor de 1917, las actividades del hermano de Cappa con los futuristas y la amistad con la artista futurista Růžena Zátková la inspiraron a dejar la enseñanza. Comenzó su formación como pintora en el estudio de Giacomo Balla, un artista abstracto que creaba piezas que capturaban el movimiento y la luz. Cappa inicialmente realizó sus elecciones de tema y estilo según las sugerencias de su mentor, representando objetos dinámicos y su impacto en el entorno. Balla se convirtió en un mentor importante y en un amigo de toda la vida.
Cappa comenzó a conocer artistas de vanguardia, poetas y escritores que se reunían en el estudio. En 1918 conoció a Filippo Tommaso Marinetti en Casa Balla. Su amistad se basó primero en actividades intelectuales y comenzaron a intercambiar cartas en 1918. Inicialmente, estas están escritas con cierta formalidad por ambas partes y tratan de ideas futuristas y discusiones de sus obras literarias. Hacia 1920 Marinetti dirigió su correspondencia a B. Cappa Marinetti. Cappa y Marinetti se casaron tres años después.

## Obra de arte e influencia
Aunque era una artista activa en los círculos futuristas, Cappa sintió que las etiquetas eran restrictivas e inicialmente rechazó la designación. En una correspondencia de 1918 con FT Marinetti, escribe: “Soy demasiado libre y rebelde, no quiero que me restrinjan. Sólo quiero ser yo”. A pesar de contraer matrimonio con una independencia tan decidida, las considerables contribuciones realizadas por Cappa a menudo se ven eclipsadas por la figura de Marinetti y la forma vociferante con la que dirigió el movimiento. El campo de trabajo de Cappa abarcó una variedad de medios que incluyeron pluma, papel, pintura, metal y textiles. Escribió poesía y prosa, firmó y habló de manera individual, pero solo recientemente obtuvo reconocimiento independiente.
En 1919, Cappa publicó Psicologia di un Uomo, una colección de poesía que incorpora “colocación inusual de palabras, experimentación tipográfica y correspondencias visuales y auditivas”. Posteriormente, en 1924, publicó la obra Le Forze Umane: Romanzo Astratto con Sintesi Grafiche (Fuerzas humanas: novela abstracta con síntesis gráfica) que tiene una estructura similar presentada en forma extrapolada. Dos imágenes de esta novela ofrecen un interesante contraste conceptual. La primera, Forze Femminili: Spirale di Dolcezza + Serpe di Fascino (Fuerzas femeninas: Espiral de dulzura + Serpiente de encanto) consta simplemente de tres líneas curvas, una de las cuales proporciona un eje central para las otras dos. La composición lineal del segundo dibujo, Forze Maschili: Armi e Piume (Fuerzas Masculinas: Armas y Plumas), tiene numerosas líneas rectas y arcos dispuestos en una maraña impenetrable.
La publicación de Cappa de Le Forze Umane fue uno de los tres libros que ha escrito. El lanzamiento de su libro hizo que muchos futuristas cuestionaran su lealtad con el futurismo, ya que su libro parecía alinearse más con el neoplasticismo en ese momento por muchos futuristas masculinos que escribieron reseñas sobre el libro de Cappa. Cappa recopiló todas las reseñas en su Librone, que se puede encontrar en el Getty Research Institute. Muchos críticos tomaron la decisión de que el primer libro de Cappa representa la falta de voluntad de los críticos para aceptar el trabajo de una mujer como parte del futurismo.
La acción y la estética de la era de las máquinas es un tropo dentro del futurismo que aparece con frecuencia en la obra de arte de Cappa. Una de las primeras pinturas abstractas, Velocità di Motoscafo, (Velocidad de un bote a motor, 1923-24),  contiene muchos de los elementos que llegarían a marcar el estilo de pintura de Cappa. Las formas curvilíneas bien definidas, pintadas en tonos degradados, se organizan compositivamente para implicar objetos en movimiento: "...la interacción de 'líneas de fuerza' se convierte en el tema". La exploración de la máquina por parte del artista continuó con Luci + Rumori di un Treno Notturno, (Luces + Sonidos de un tren nocturno), (ca. 1924) y con Aeropittura (1925). Un viaje a América Latina en 1926 fue seguido por una serie de pinturas abstractas realizadas en gouache sobre papel.
A medida que Cappa desarrolló su práctica artística, su influencia dentro del Movimiento Futurista se expandió. Entre el final de la Primera Guerra Mundial y principios de la década de 1930, hubo una transformación ideológica que condujo al período comúnmente conocido como Futurismo de segunda ola. El tono notablemente misógino de los textos fundacionales se silenció en gran medida a medida que aumentaba el número de mujeres futuristas. Varios otros temas, como la tecnología, la velocidad y la mecanización se trasladaron a esta nueva encarnación del futurismo. Por ello, el óleo de Cappa Il Grande X (1931) se considera la culminación de una época y el preludio de otra. En las dos décadas transcurridas desde el manifiesto de FT Marinetti, el impetuoso movimiento de vanguardia se había convertido en gran parte en el establecimiento.
Fue la afiliación de los futuristas con el establecimiento estatal lo que conduciría a una de las pinturas más reconocibles de Cappa, su serie de murales para la Sala de conferencias en el Palazzo delle Poste en Palermo, Sicilia. El edificio es una amalgama de obras de varios artistas futuristas. Diseñado por el arquitecto racionalista Angiolo Mazzoni, el Poste Italiane alberga mosaicos de azulejos de Luigi Colombo Filìa y Enrico Prampolini además de los murales de Benendetta. Los temas compartidos de síntesis y comunicación son fundamentales para el programa estético de la estructura futurista. Terminado entre 1933 y 1934, cada pintura representa una forma de transferencia de información, incluyendo comunicación terrestre, marítima, aérea, radio, telegráfica y telefónica. La paleta de colores azul pálido y verde, junto con el uso de témperas y medios encáusticos, fueron diseñados para invocar resonancias con los frescos de Pompeya. La colección representa la velocidad y la eficiencia idealizadas de la entrega de mensajes en el mundo moderno.

## Historia y legado de la exposición
Las obras de Cappa se exhibieron , junto con el resto de los futuristas italianos, tanto durante su vida como después, con importantes exposiciones desde 1926 y hasta el estallido de la Segunda Guerra Mundial. Participó regularmente en la Bienal de Venecia y fue la primera mujer en tener una pintura reproducida en un catálogo de la Bienal. Después de la guerra se produjo una larga pausa, que duró hasta la década de 1980, cuando las obras de los futuristas comenzaban, una vez más, a ser apreciadas. Las exposiciones seleccionadas de sus obras incluyen las siguientes:
- 1926 XV Bienal de Venecia; 4.ª Bienal Nacional de Calabria; 34 Pittori Futuristi, Galleria Pesaro, Milán
- 1927 Mostra di Pittura Futurista, Casa del Fascio, Bolonia; Mostra d'Arte Futurista Nazionale, Convegno, Palermo
- 1928 Gran demostración futurista, Teatro comunal, Imola
- 1929 Terza Mostra d'Arte Marinara, Palazzo delle Esposizioni, Roma
- 1930 XVII Bienal de Venecia
- 1931 2.ª Cuadrienal Nacional de Arte de Roma, Palazzo delle Esposizioni, Roma; Prima Mostra degli Futuristi, Galleria La Camerata degli Artisti, Roma; Prima Mostra Triestina di Pittura e Aeropittura Futurista, Circolo Artistico di Trieste; Mostra di Aeropittura e di Scenografiamm, Galleria Pesaro, Milán
- 1932 18 Bienal de Venecia; Enrico Prampolini et les Aeropeintures Futuristes Italiens, Galerie de la Renaissance, París
- 1934 XIX Bienal de Venecia; La Plastica Murale, Palacio Ducal, Génova
- 1935 Tercera Cuadrienal Nacional de Arte de Roma, Palazzo delle Esposizioni, Roma
- 1936 XX Bienal de Venecia
- 1939 Cuarta Cuatrienal Nacional de Arte de Roma, Palazzo delle Esposizioni, Roma
- 1982 Svolgimento del Futurismo, Palacio Real, Milán
- 1985 Aeropittura Futurista, Galleria Fonte d'Abisso, Módena
- 1986 La Macchina Mito Futurista, Galleria Editalia, Roma; Futurismo & Futurismi, Palacio Grassi, Venecia
- 1989 Casa Balla e il Futurismo a Roma, Villa Medici, Roma; Aero e Pittura: Mostra del Volo e della Sua Conquista, Castel Sant'Elmo, Nápoles
- 1990 Futurists in Flight, Academia de Artes Aplicadas, Londres
- 1991 Atmosfera Futuriste, Scuderie di Palazzo Ruspoli, Roma
- 1996 Futuristi e aeropittuori a Catania, Galleria d'Arte Moderna, Catania
- 1998 La Futurista, Benedetta Cappa Marinetti, Walker Art Center, Minneapolis
- 2014 Futurismo italiano 1909-1944: Reconstruyendo el Universo, Museo Solomon R. Guggenheim, Nueva York[13]

La exposición de 1998 en Minneapolis fue la primera gran retrospectiva individual internacional de las obras de Cappa, pero es quizás la exposición completa de futuristas en el Guggenheim de Nueva York de 2014 la que vio la mayor exposición de su trabajo, ya que fue la mejor representada de la nueve artistas femeninas incluidas en una de las exposiciones más amplias del futurismo italiano jamás montada, que abarca más de 360 obras de unos 80 artistas. De hecho, fueron las cinco pinturas murales monumentales de Benedetta, Sintesi delle Comunicazioni (Síntesis de la comunicación) (1933-1934), las que cerraron la muestra, en calidad de préstamo por primera vez, y se colocaron como estaban, en la cúspide de la exposición.
Estos murales son los más conocidos de sus trabajos, derivados del movimiento de muralismo de la segunda ola del futurismo, que comenzó a principios de la década de 1930. Este nuevo énfasis en los murales por parte de los futuristas se destacó en 1934, cuando publicaron tres artículos sobre muralismo en su nueva revista, Stile Futurista. El esfuerzo fue motivado por los futuristas más jóvenes, quienes pensaron que el medio les permitiría utilizar la visión panóptica y panorámica del anterior género pictórico Aeropittura de los futuristas con el mejor efecto en la creación del "entorno total" en el que habían buscado durante mucho tiempo. sumergir a los espectadores con sus obras. (pág. 317)
Los murales futuristas eran únicos en el sentido de que solo contendrían imágenes inspiradas en la tecnología moderna. Los futuristas también estaban interesados en tener encargos públicos para sus murales y citaron numerosos lugares que deseaban embellecer con ellos en folletos publicados para acompañar sus dos exposiciones de murales de 1934. Su lista de deseos incluía numerosos lugares políticos y públicos, como estaciones de tren, oficinas de correos, escuelas e incluso una base de hidroaviones.
A pesar de sus esfuerzos, los futuristas recibieron pocos encargos de murales públicos en la década de 1930, con la excepción de tres obras de tamaño mural para los nuevos Palazzi delle Poste e Telegraphi (Oficinas de correos y telégrafos) en La Spezia, Palermo. La Spezia era un puerto importante y también albergaba varias bases militares en ese momento. Casi todas las pinturas de Benedetta que han sobrevivido fueron pintadas en un período de quince años. El más antiguo de estos se remonta a 1924, cuando creó su conocido Treno nella Notte en Velocità, (Tren a toda velocidad por la noche), así como Velocità di Motoscafo, (La velocidad de una lancha motora), considerada su mejor obra de pintura abstracta.
Además de su rico legado artístico, Cappa reafirmó constantemente en sus obras el deseo de que las contribuciones de las mujeres ayudaran a reducir la agresión, aunque lo hizo de acuerdo con los ideales revolucionarios del Futurismo. Pero incluso dentro del contexto del movimiento futurista dominado por hombres y el matrimonio con su fundador, Cappa insistió en la acción directa y la participación de las mujeres: En sus propias palabras: “Creo que el alma femenina está en los albores de su expresión artística. ...sin copiar las experiencias de los hombres". (pág. 69)